# 血影蛋白重复
血影蛋白重复（英語：Spectrin repeat）是一种与细胞骨架有关的蛋白质三级结构，最早发现于血影蛋白（Spectrin）中，因而得名，也存在于辅肌动蛋白、抗肌萎缩蛋白、血小板溶素、核膜血影重复蛋白中。